# 木村恵二
木村 恵二（きむら けいじ、1965年8月30日 - ）は、大阪府守口市出身の元プロ野球選手（投手）。右投右打。

## 来歴・人物
小中学生時代は守口リトル、守口シニアに所属した。
柏原高では3年夏の大阪府大会でベスト8まで進出した。近畿大学に進学。大学時代は、1学年上に西岡剛、同学年に山内嘉弘（元オリックス）と小松領平（元プリンスホテル）が主戦投手であったため、控え投手として過ごす。2年秋の明治神宮大会では2試合ともに救援で登板した。当時の松田博明監督の評価は「下半身が全く使えず、カーブばかり投げる投手」という手厳しいものであった。
大学卒業後は日本生命に入社。ここで投球フォームの修正と徹底的な下半身強化に着手。その努力が実り、ドラフト候補に躍り出る。母校の松田監督も社会人時代の木村の投球を見て「大学時代とは別人のように速くなった」と驚いていた。1990年は都市対抗野球では初戦敗退に終わったが、日本選手権で優勝に貢献し、自身も大会優秀選手（投手）に選出された。チームメイトに新谷博らがいた。
1990年のプロ野球ドラフト会議で福岡ダイエーホークスから1位指名を受け、入団。
1991年4月13日の平和台球場での本拠地初登板では、西武ライオンズの主砲清原和博から4打席連続三振を奪うデビューを果たした。
1992年7月12日、オリックス・ブルーウェーブ所属の鈴木一朗（後のイチロー）から彼にとってのプロ初安打を打たれる。
1994年、入団からしばらくは先発と中継ぎを担っていたが、94年に下柳剛と共に左右の中継ぎ投手としてチームを支えた。
1995年、怪我で離脱したボビー・シグペンに変わり、抑えを務めた。
1996年、シーズン序盤安定したピッチングで連続セーブを記録したが序盤以降は連続で救援失敗に終わりその間に抑えの座をホセ・ヌーニェスに明け渡すことになるなど不振に苦しんだシーズンになった。
1997年は、ホセが不調でシーズン序盤抑えを任され、連続セーブを記録したが、またしても連続で救援に失敗し(特に4月22日から24日の対日本ハム戦にて同一カード三試合三連続サヨナラ負けでニ試合敗戦投手になっている)、新人の岡本克道に抑えの座を奪われるなど前年より防御率は向上するも、信頼は得られなかった。
1998年、開幕から先発として起用されたが思うような成績を挙げられず、シーズン終了直後にダイエーから戦力外通告を受け、「何としてもホークスを倒したい」として同一リーグの西武ライオンズへ移籍。西武では移籍初年度の1999年に37試合に登板したが、皮肉にもダイエー初のリーグ優勝・日本一を2位となった西武の一員として許すシーズンとなった。翌2000年は再び登板数が減少、同年再び戦力外通告を受け、現役を引退。
現役引退後は、福岡市中央区で飲食店を経営したが、後に閉店。現在は、九州総合スポーツカレッジとNPO法人ホークスジュニアアカデミーでコーチを務めている。

## 詳細情報

### 年度別投手成績
| 年 度      | 球 団      | 登 板 | 先 発 | 完 投 | 完 封 | 無 四 球 | 勝 利 | 敗 戦 | セ 丨 ブ | ホ 丨 ル ド | 勝 率 | 打 者 | 投 球 回 | 被 安 打 | 被 本 塁 打 | 与 四 球 | 敬 遠 | 与 死 球 | 奪 三 振 | 暴 投 | ボ 丨 ク | 失 点 | 自 責 点 | 防 御 率 | W H I P |
| ---------- | ---------- | ----- | ----- | ----- | ----- | -------- | ----- | ----- | -------- | ----------- | ----- | ----- | -------- | -------- | ----------- | -------- | ----- | -------- | -------- | ----- | -------- | ----- | -------- | -------- | ------- |
| 1991       | ダイエー   | 29    | 16    | 5     | 0     | 1        | 4     | 14    | 0        | --          | .222  | 571   | 127.0    | 159      | 23          | 39       | 0     | 1        | 107      | 8     | 0        | 88    | 83       | 5.88     | 1.56    |
| 1992       | ダイエー   | 27    | 10    | 1     | 1     | 0        | 3     | 6     | 1        | --          | .333  | 367   | 86.0     | 94       | 10          | 28       | 2     | 1        | 66       | 8     | 0        | 50    | 47       | 4.92     | 1.42    |
| 1993       | ダイエー   | 35    | 9     | 2     | 1     | 1        | 6     | 6     | 6        | --          | .500  | 430   | 108.2    | 94       | 10          | 24       | 3     | 1        | 97       | 4     | 0        | 49    | 40       | 3.31     | 1.09    |
| 1994       | ダイエー   | 46    | 0     | 0     | 0     | 0        | 5     | 1     | 2        | --          | .833  | 313   | 77.1     | 71       | 6           | 14       | 3     | 1        | 78       | 3     | 0        | 21    | 19       | 2.21     | 1.10    |
| 1995       | ダイエー   | 55    | 0     | 0     | 0     | 0        | 7     | 9     | 21       | --          | .438  | 298   | 70.1     | 61       | 7           | 32       | 6     | 0        | 62       | 1     | 0        | 27    | 25       | 3.20     | 1.32    |
| 1996       | ダイエー   | 30    | 4     | 1     | 0     | 0        | 1     | 6     | 5        | --          | .143  | 290   | 65.1     | 73       | 7           | 23       | 1     | 0        | 55       | 3     | 0        | 40    | 40       | 5.51     | 1.47    |
| 1997       | ダイエー   | 48    | 4     | 0     | 0     | 0        | 2     | 6     | 5        | --          | .250  | 313   | 71.1     | 71       | 6           | 34       | 8     | 0        | 54       | 1     | 0        | 34    | 31       | 3.91     | 1.47    |
| 1998       | ダイエー   | 10    | 9     | 0     | 0     | 0        | 2     | 4     | 0        | --          | .333  | 183   | 38.1     | 51       | 7           | 20       | 0     | 1        | 25       | 1     | 0        | 28    | 25       | 5.87     | 1.85    |
| 1999       | 西武       | 37    | 0     | 0     | 0     | 0        | 1     | 1     | 1        | --          | .500  | 198   | 46.2     | 42       | 4           | 19       | 2     | 3        | 27       | 0     | 1        | 25    | 25       | 4.82     | 1.31    |
| 2000       | 西武       | 8     | 0     | 0     | 0     | 0        | 0     | 0     | 0        | --          | ----  | 77    | 18.0     | 13       | 2           | 11       | 1     | 0        | 12       | 0     | 0        | 12    | 8        | 4.00     | 1.33    |
| 通算：10年 | 通算：10年 | 325   | 52    | 9     | 2     | 2        | 31    | 53    | 41       | --          | .369  | 3040  | 709.0    | 729      | 82          | 244      | 26    | 8        | 583      | 29    | 1        | 374   | 343      | 4.35     | 1.37    |

### 記録
- 初登板：1991年4月11日、対近鉄バファローズ3回戦（藤井寺球場）、7回裏に救援登板、1回1失点
- 初奪三振：1991年4月13日、対西武ライオンズ1回戦（平和台球場）、5回表に清原和博から
- 初先発・初完投：1991年4月19日、対日本ハムファイターズ1回戦（東京ドーム）、8回3失点で敗戦投手
- 初完投勝利：1991年5月11日、対近鉄バファローズ6回戦（長岡市悠久山野球場）、9回1失点
- 初完封勝利：1992年6月21日、対千葉ロッテマリーンズ14回戦（千葉マリンスタジアム）
- 初セーブ：1992年9月2日、対千葉ロッテマリーンズ24回戦（県営宮城球場）、7回裏に救援登板・完了、3回無失点

### 背番号
- 20 （1991年 - 1998年）
- 46 （1999年 - 2000年）